# Breathe Carolina
Breathe Carolina ist ein Produzententrio aus Denver, Colorado, das 2007 gegründet wurde. 2012 feierte es mit dem Musikvideo „Blackout“ seinen Durchbruch. Damals verband das Trio Elemente der elektronischen Musik mit Rockmusik. Mittlerweile hat es sich der EDM zugewandt und veröffentlicht Musik auf dem niederländischen Label Spinnin’ Records.

## Geschichte
Die Band wurde 2007 von den Sängern Kyle Even und David Schmitt gegründet. Der Name entstammt einem Traum, den David Schmitt als Kind hatte. 2007 veröffentlichte das Duo seine erste EP mit dem Titel Gossip. Die Stücke der EP sowie sechs Neukompositionen bildeten die Basis für das 2008 erschienene Debütalbum It’s Classy, Not Classic. Das 2009 erschienene zweite Album Hello Fascination stieg bis auf Platz 43 der Billboard 200.
Die Band war bereits mit A Skylit Drive, Family Force 5, Brokencyde und anderen Künstlern auf Tournee. Sie hat an einer Coverversion von Miley Cyrus’ Hit See You Again auf der Kompilation Punk Goes Pop 2 mitgewirkt. 2009 waren sie auf der Vans Warped Tour auf der SmartPunk.com Bühne zu sehen. Für ihre Live-Auftritte engagiert das Duo eine Liveband bestehend aus zwei Keyboardern (Joshua Andrew spielt auch Gitarre) und einem Schlagzeuger.
Die Band beteiligte sich bei der Kompilation Punk Goes Pop 3 von Fearless Records und Rise Records mit einem Cover von Jay Seans Song namens Down.
Am 22. Juli 2011 wurde das dritte Studioalbum Hell Is What You Make It über Fearless Records veröffentlicht. Die erste veröffentlichte Single aus diesem Album heißt Blackout. Der Dubstep-geprägte Track konnte starke Beliebtheit erlangen und erreichte unter anderem in Deutschland, Österreich und Großbritannien die Charts. Mit über einer Million Verkäufe in den USA erreichte es dort Platin-Status. Am 10. Juli 2012 wurde das Studioalbum mit dem Titel Hell Is What You Make It: RELOADED erneut unter Columbia Records veröffentlicht. Dieses Album enthält ihre neuste Single Hit and Run und einen Remix Version von UK’s Wideboys. Des Weiteren eine aktualisierte, geschnittene Version von Last Night (Vegas) und ein neues Lied Reaching For The Floor.
Mitte Oktober 2013 gab die Band bekannt, dass Sänger Kyle Even die Band verlassen hat, um bei seinem neugeborenen Kind und seiner Familie zu sein. Das vierte Album, mit dem Titel Savages, wurde dennoch am 15. April 2014 veröffentlicht. Bei diesem Album verkörperten sie insbesondere ihren alten Stil und erreichten somit ihren bisher größten Hit in den US-amerikanischen Album-Charts. Jedoch waren auch Spuren aus der Elektro- und Progressive-House-Musik in den Produktionen zu hören. Ein neuer Sänger trat der Band weiterhin nicht bei, stattdessen holten sie sich für ihre Liveauftritte Gastsänger, die teils auch anderen Bands entstammten.
Nach einem Plattenvertrag mit dem niederländischen EDM-Plattenlabel „Spinnin’ Records“ im Jahr 2014 änderten sie ihren Musikstil komplett. Während sie vorher neben der elektronischen Musik auch den Bereich der Rockmusik abdeckten, sind ihre aktuellen Produktionen fast ausschließlich in den Bereich des Progressive- und Electro-House einzuordnen. Titel wie Hero (Satellite), More Than Ever mit Ryos oder Ruins zusammen mit Angelika Vee wurden im Download-Portal Beatport zu großen Hits und konnten dort bis an die Spitze der Genre-Charts vorrücken.
Am 26. Februar 2016 premierte der niederländische DJ und Produzent Hardwell ihre Single Soldiers, die sie gemeinsam mit Blasterjaxx aufnahmen. Kurz darauf stellten sie mit dem EDM-Projekt Bassjackers und Produzenten Reez das Lied Marco Polo. Parallel erschien ein Edit zu Cuebrick, APEK und Linneys Safe. Nach dem Big-Room-lastigen Lied Giants, veröffentlichten sie im Herbst die Sleepless-EP. Diese basiert auf dem zu der Zeit sehr populären Future-Bass-Stil. Die Lieder Stable, die mit Crossnaders entstand und die mit wurden als Singles ausgekoppelt.
Für Ende 2016 kündigten sie eine zweite EP an. Diese orientierte sich viel eher an Progressive- und Big-Room-House orientierten Liedern. Die erste Single-Auskopplung, das mit IZII aufgenommene Lied Echo (Let Go) entsprach jedoch noch ihrem Future-Bass-Stil. Hingegen entpuppte sich der zusammen mit Olly James produzierte Song Talisman als Electro-House-Track. Am 23. Dezember 2016 wurde die Oh-So-Hard-EP veröffentlicht. Zum Auftakt des neuen Jahres erschienen die Lieder Atlantis mit Dropgun und Break of Dawn mit Swede Dreams als Single-Auskopplung, die für sehr positive Resonanz sorgte.
Im Februar 2017 veröffentlichten sie ihre zweite Kollaboration mit Bassjackers, die den Titel Can’t Take It trägt.

## Diskografie

### Studioalben
- 2008: It’s Classy, Not Classic
- 2009: Hello Fascination
- 2011: Hell Is What You Make It
- 2014: Savages
- 2019: Dead: The Album

### EPs
- 2007: Gossip
- 2013: Bangers Mixtape
- 2016: Sleepless
- 2016: Oh So Hard

### Singles
- 2008: Diamonds
- 2010: Hello Fascination
- 2010: I.D.G.A.F.
- 2010: The Dressing Room
- 2011: Blackout
- 2012: Hit and Run
- 2013: Savages
- 2014: Sellouts (feat. Danny Worsnop)
- 2015: All I Wanna
- 2015: Anywhere but Home (mit APEK)
- 2015: Hero (Satellite) (mit Y&V)
- 2015: Platinum Hearts (feat. Karra)
- 2015: Stars & Moon (mit Shanahan feat. Haliene)
- 2015: More than Ever (mit Ryos)
- 2016: Ruins (feat. Angelika Vee)
- 2016: Lovin’ (mit APEK feat. Neon Hitch)
- 2016: Soldier (mit Blasterjaxx)
- 2016: Marco Polo (mit Bassjackers & Reez)
- 2016: Safe (mit Cuebrick & APEK feat. Linney)
- 2016: Giants (mit Husman & Carah Faye)
- 2016: See the Sky (mit Jay Cosmic & Haliene)
- 2016: Stable (mit Crossnaders)
- 2016: Echo (Let Go) (mit IZII)
- 2016: Talisman (mit Olly James)
- 2017: Atlantis (mit Dropgun)
- 2017: Break of Dawn (mit Swede Dreams)
- 2017: Can’t Take It (mit Bassjackers feat. CADE)

## Musikvideos
| Jahr | Titel             | Regisseur        |
| ---- | ----------------- | ---------------- |
| 2008 | Diamonds          | Robby Starbuck   |
| 2010 | Hello Fascination | Spence Nicholson |
| 2010 | I.D.G.A.F.        | Hannah Lux Davis |
| 2010 | Down              | Motionarmy       |
| 2011 | Blackout          | Travis Kopach    |
| 2012 | Hit And Run       | Travis Kopach    |
| 2014 | Sellouts          | Dan Centrone     |